# Furtuna solară din 1859

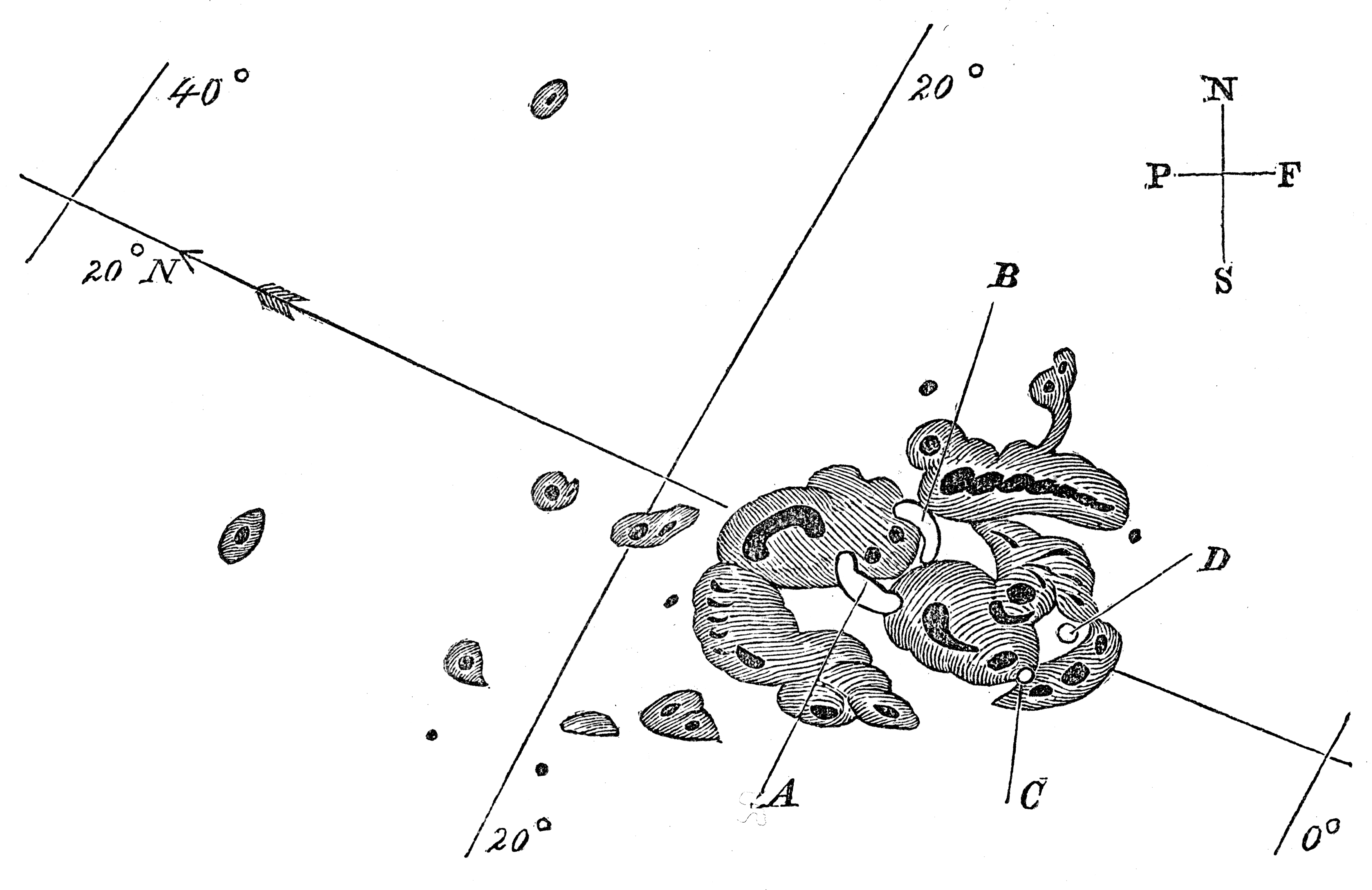
1 septembrie 1859 - Desenul petelor solare observate de Richard Carrington (1826-1875), astronom englez

Furtuna solară din 1859 (alte denumiri Superfurtuna solară sau Evenimentul Carrington) a fost cea mai puternică furtună solară din istoria observațiilor solare. A avut locul în timpul celui de-al 10-lea ciclu solar (Maximum solar). 

## Furtuna geomagnetică

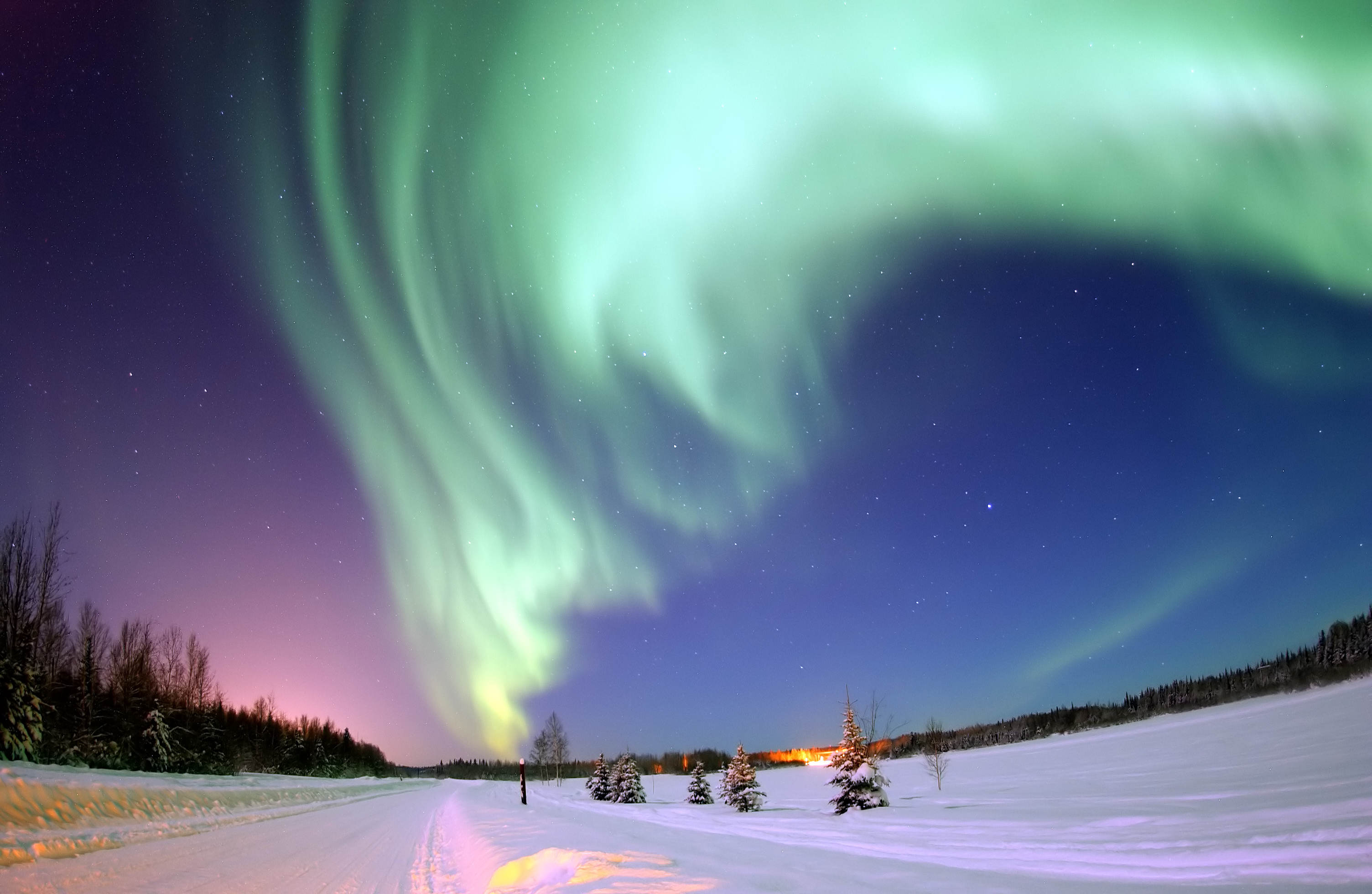
O auroră boreală

În perioada 1-2 septembrie 1859 a avut loc cea mai mare furtună geomagnetică înregistrată vreodată până în anul 2013. Aurorele boreale au fost văzute în întreaga lume, mai ales deasupra regiunii Caraibe, de asemenea observații demne de remarcat au fost aurorele de deasupra Munților Stâncoși, care au fost atât de strălucitoare încât lumina lor a trezit căutătorii de aur, care s-au apucat să-și pregătească micul dejun pentru că au crezut că era dimineață. Sistemele de telegraf din toată Europa și America de Nord s-au prăbușit. Pilonii telegrafului aruncau scântei, iar hârtia folosită în telegrafiere a luat foc. Unele sisteme de telegraf păreau să continue să trimită și să primească mesaje în ciuda faptului că erau deconectate de la sursele lor de alimentare.

## Petele solare

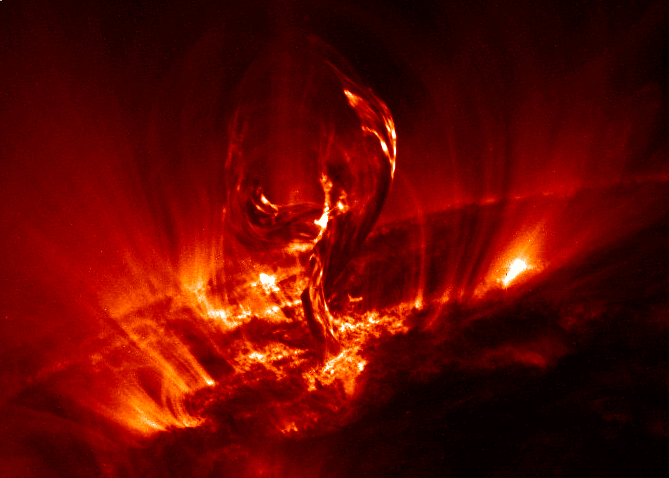
O erupție solară, imagine TRACE - NASA.

Din 28 august 1859 până pe 2 septembrie numeroase pete solare și explozii solare au fost observate pe Soare. Chiar înainte de prânzul zilei de 1 septembrie, astronomul britanic Richard Carrington a observat cea mai mare erupție, care a dus la o ejecție de masă coronală uriașă (EMC), care a venit direct spre Pământ, ajungând pe planeta noastră în 18 ore, având deci o viteză de 1.600.000 de kilometri pe oră. Acest lucru este remarcabil, deoarece o astfel de călătorie în mod normal durează de la trei până la patru zile. S-a mișcat așa de repede, pentru că o altă ejecție masivă EMC anterioară i-a netezit drumul.

## Istoria
Carotele de gheață dovedesc că evenimente de această magnitudine - măsurate prin radiațiile de protoni de mare energie, nu prin efect geomagnetic - apar o dată la aproximativ 500 de ani, dar cu evenimente de >1/5 mai mari care apar de mai multe ori într-un secol. Ultimele furtuni puternice au avut loc în 1921 și în 1960, atunci când a avut loc și o perturbare radio pe scară largă.